# Henric al VI-lea (piesă de teatru)
Henric al VI-lea este o piesă istorică în trei părți scrisă de William Shakespeare și care descrie viața lui Henric al VI-lea al Angliei. 